# Férfi 2000 méteres akadályfutás a 2011. évi nyári európai ifjúsági olimpiai fesztiválon
A 2011. évi nyári európai ifjúsági olimpiai fesztiválon az atlétikai versenyszámokat Trabzonban rendezték. A férfi 2000 méteres akadályfutás döntőjét július 25.-én rendezték.

## Döntő
| H     | Név                      | Nemzet             | E       | Mj |
| ----- | ------------------------ | ------------------ | ------- | -- |
| Arany | Gonzalo Basconcelo       | Spanyolország      | 5:54.60 | PB |
| Ezüst | Italo Quazzola           | Olaszország        | 5:56.30 | PB |
| Bronz | Johannes Max. Motschmann | Németország        | 5:57.37 | PB |
| 4.    | Georgios Rizonakis       | Görögország        | 5:59.42 | PB |
| 5.    | Alberts Blajs            | Lettország         | 6:02.29 | PB |
| 6.    | Tóth Áron                | Magyarország       | 6:02.70 |    |
| 7.    | Fatih Soydan             | Törökország        | 6:10.10 |    |
| 8.    | Benedict Westhenry       | Egyesült Királyság | 6:13.25 |    |
| 9.    | Kevin Buehler            | Svájc              | 6:18.30 |    |
| 10.   | Andrius Sliapcevas       | Litvánia           | 6:25.93 |    |
| 11.   | Radu Spinu               | Moldova            | 6:37.01 |    |